# Лоайеш, Йонела
Йонела Лоайеш (рум. Ionela Loaieş; род. 1 февраля 1979, Комэнешти, Бакэу) — румынская гимнастка. Представляла Румынию в спортивной гимнастике на летних Олимпийских играх 1996, где завоевала бронзовую медаль.
Также спортсменка завоевала одну золотую медаль на чемпионате мира по спортивной гимнастике 1994.
В 17 лет Йонела завершила карьеру, после чего переехала в Гленвуд (Иллинойс, США), где работает тренером в клубе «АРГО».